# Pawling (New York, falu)
Pawling falu az USA New York államában, Dutchess megyében. Lakosainak száma 1995 fő (2020. április 1.).

## Népesség
A település népességének változása:

| 2010 | 2 347 |
| 2020 | 1 995 |